# Tuleariocaris holthuisi
Tuleariocaris holthuisi är en kräftdjursart som beskrevs av Hipeau-Jacquotte 1965. Tuleariocaris holthuisi ingår i släktet Tuleariocaris och familjen Palaemonidae. Inga underarter finns listade i Catalogue of Life.